# Rue Derybasivska
Le Rue Derybasivska (ukrainien : Вулиця Дерибасівська, c'est-à-dire « rue de Ribas ») est l'une artère d'Odessa en Ukraine.

## Situation et accès
C'est une voie piétonne du centre ville d'Odessa.

## Origine du nom
Elle porte le nom de José de Ribas (1751-1800) amiral de l'Empire russe et premier maire d’Odessa.

## Historique
La rue apparait sur le plan de la ville en 1811 le nom de « rue Gimnazicheskaya » (du gymnase), avant de prendre son nom actuel en 1812 car José de Ribas, puis son frère Félix de Ribas (uk), vécurent dans cette rue. 
Lorsque les communistes sont arrivés au pouvoir, elle prend, entre 1920 et 1938, le nom de « rue Ferdinand Lassalle » puis de 1938 à 1941 « rue Tchkalov ».
Elle reprend son nom historique, « rue de Ribas » , en 1941 lorsque le royaume de Roumanie rattache la ville au gouvernorat de Transnistrie, et par une étrange coïncidence, son nom a été préservé même après le retour de  la ville à l'URSS.

## Bâtiments remarquables et lieux de mémoire
- L'église des saints martyrs Hadrien et Natalia,
- L'institut Philatof d'ophtalmologie,
- L'arc Mauresque d'Odessa
- Le jardin botanique d'Odessa,
- Le sanatorium.

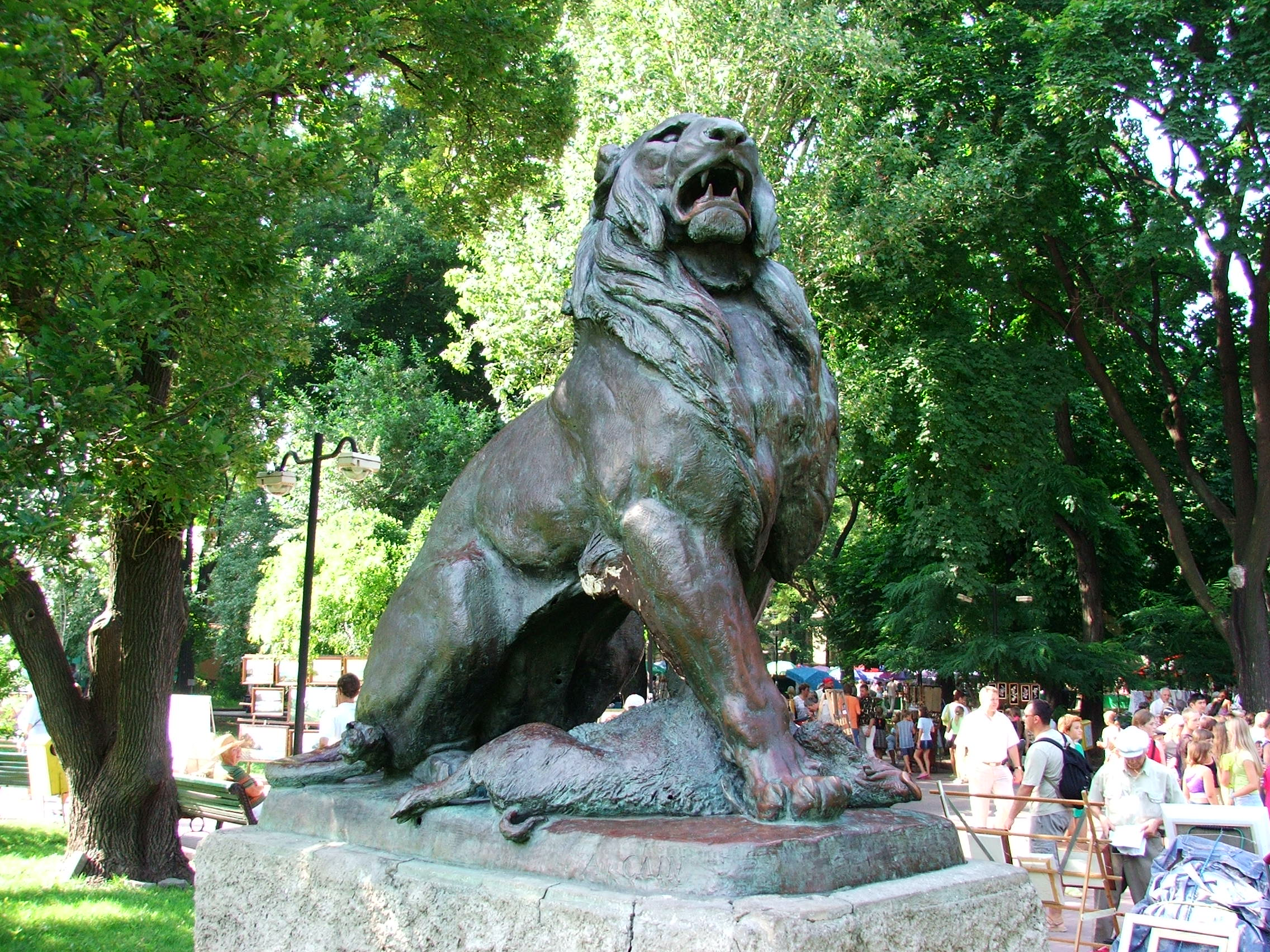
Arc mauresque classé
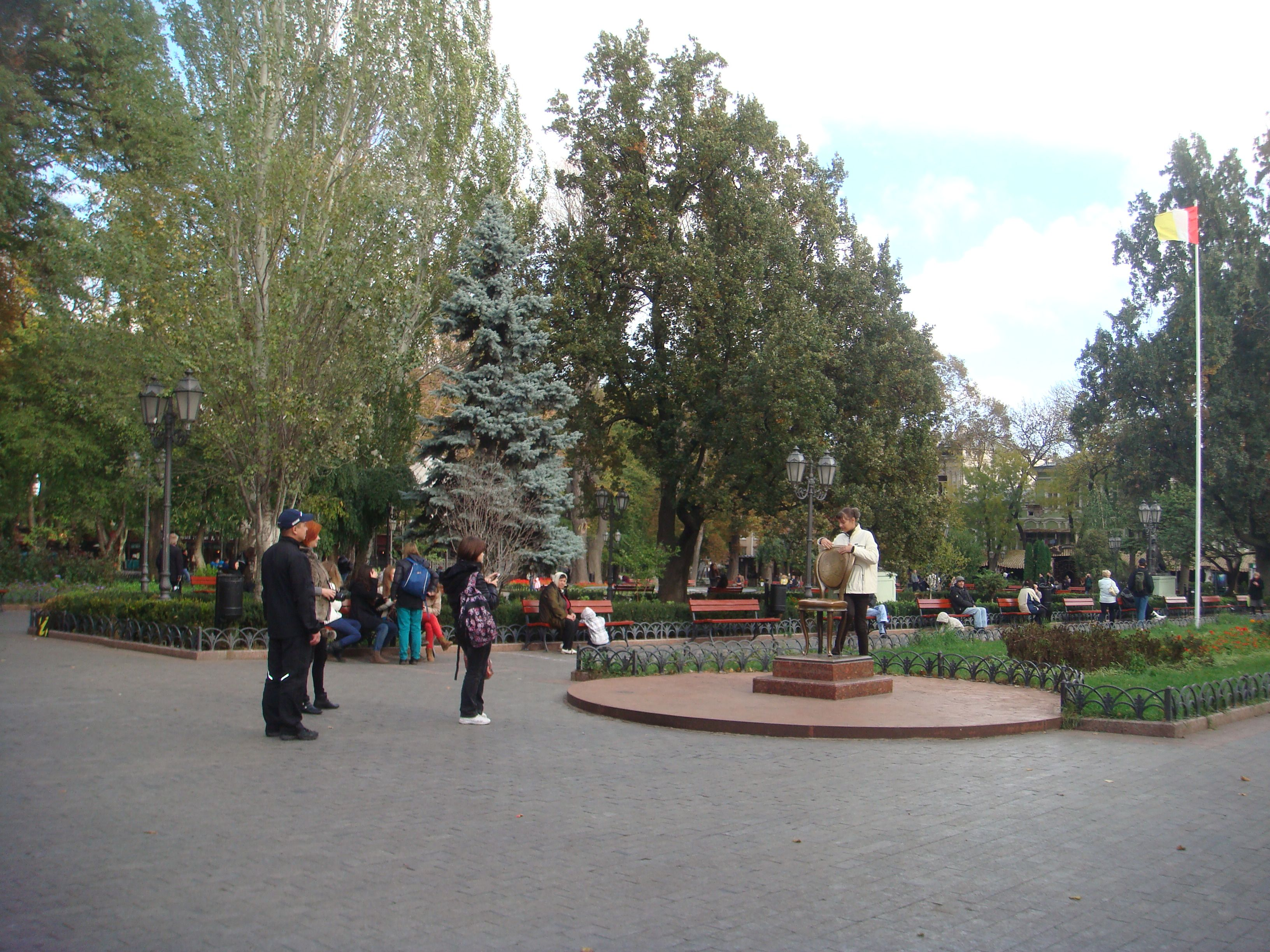
le jardin d'Odessa, classé[1],
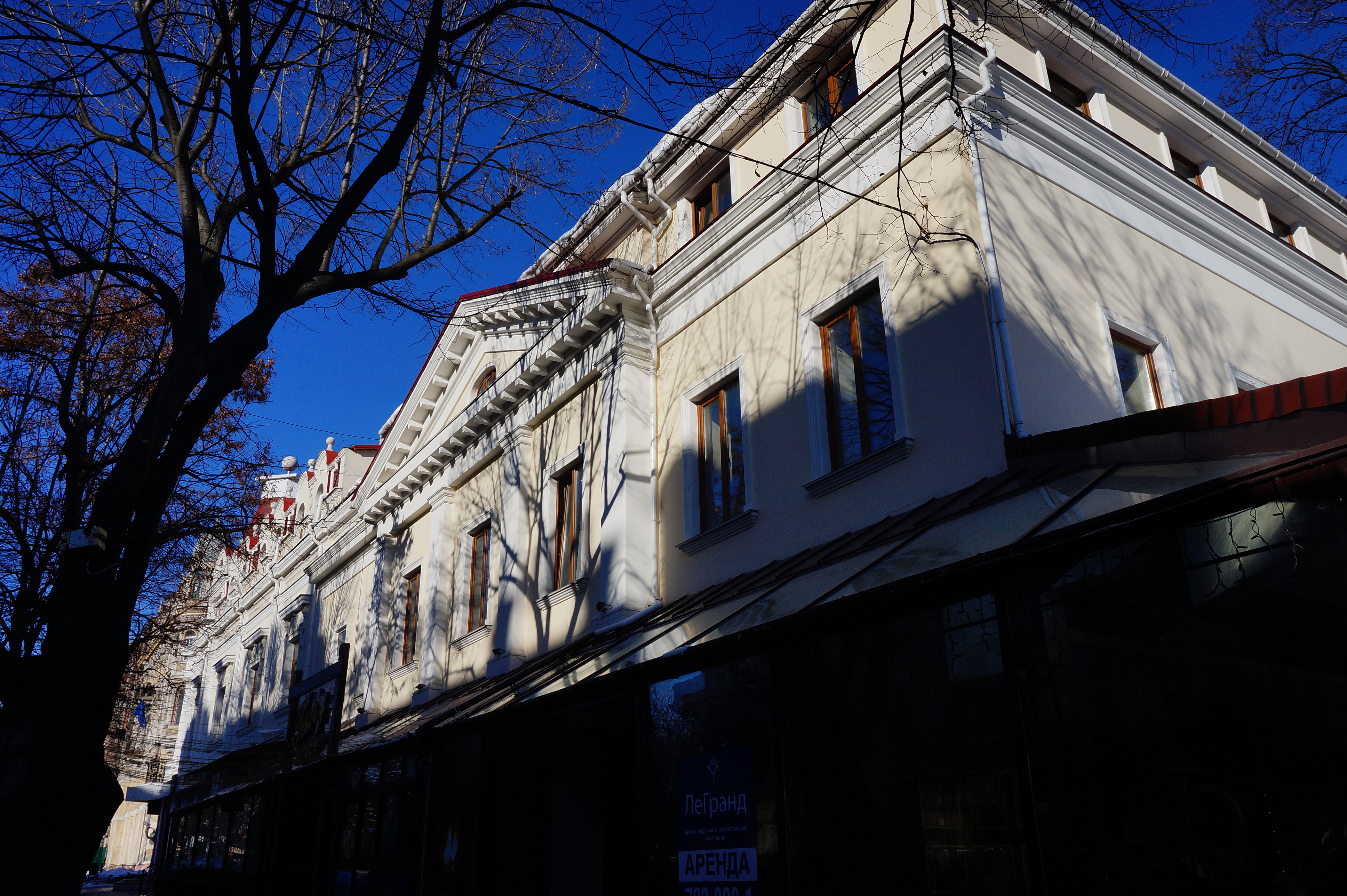
maisonde Ribas classé
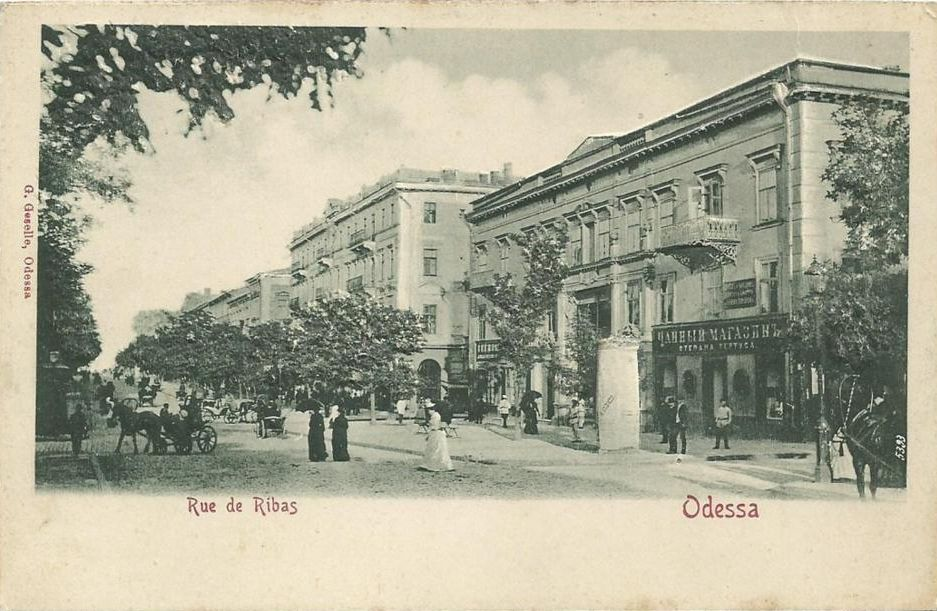
rue et hôtel Impérial, début XXe,
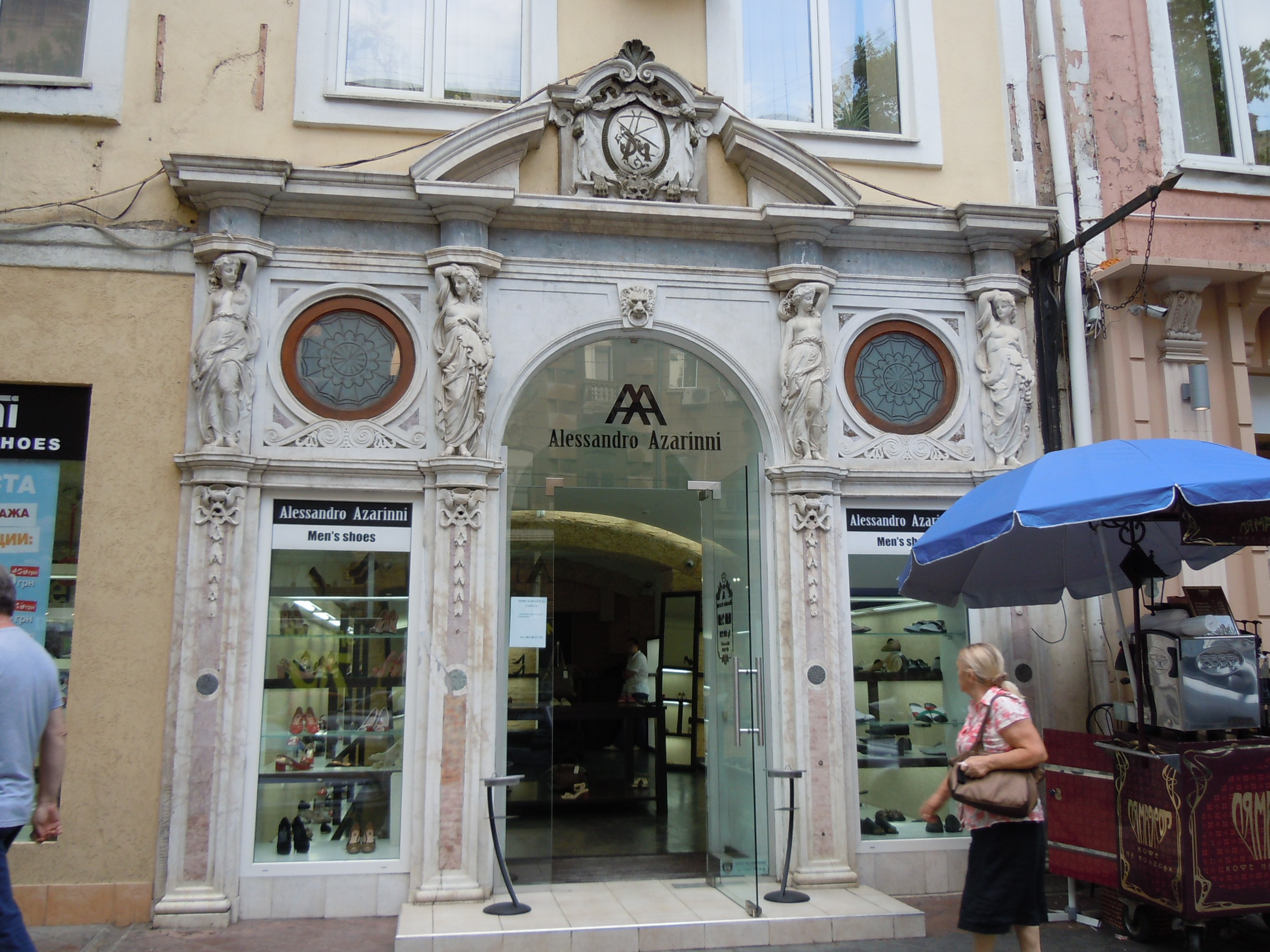
lycée Richelieu classée[4].

## Voir également
- Odessa.